# Exu
Exu là một đô thị thuộc bang Pernambuco, Brasil. Đô thị này có diện tích 1494 km², dân số năm 2007 là 30569 người, mật độ 20,46 người/km².